# Sala Fontova
Sala Fontova és un monument protegit com a bé cultural d'interès local del municipi de Calonge i Sant Antoni (Baix Empordà).

## Descripció

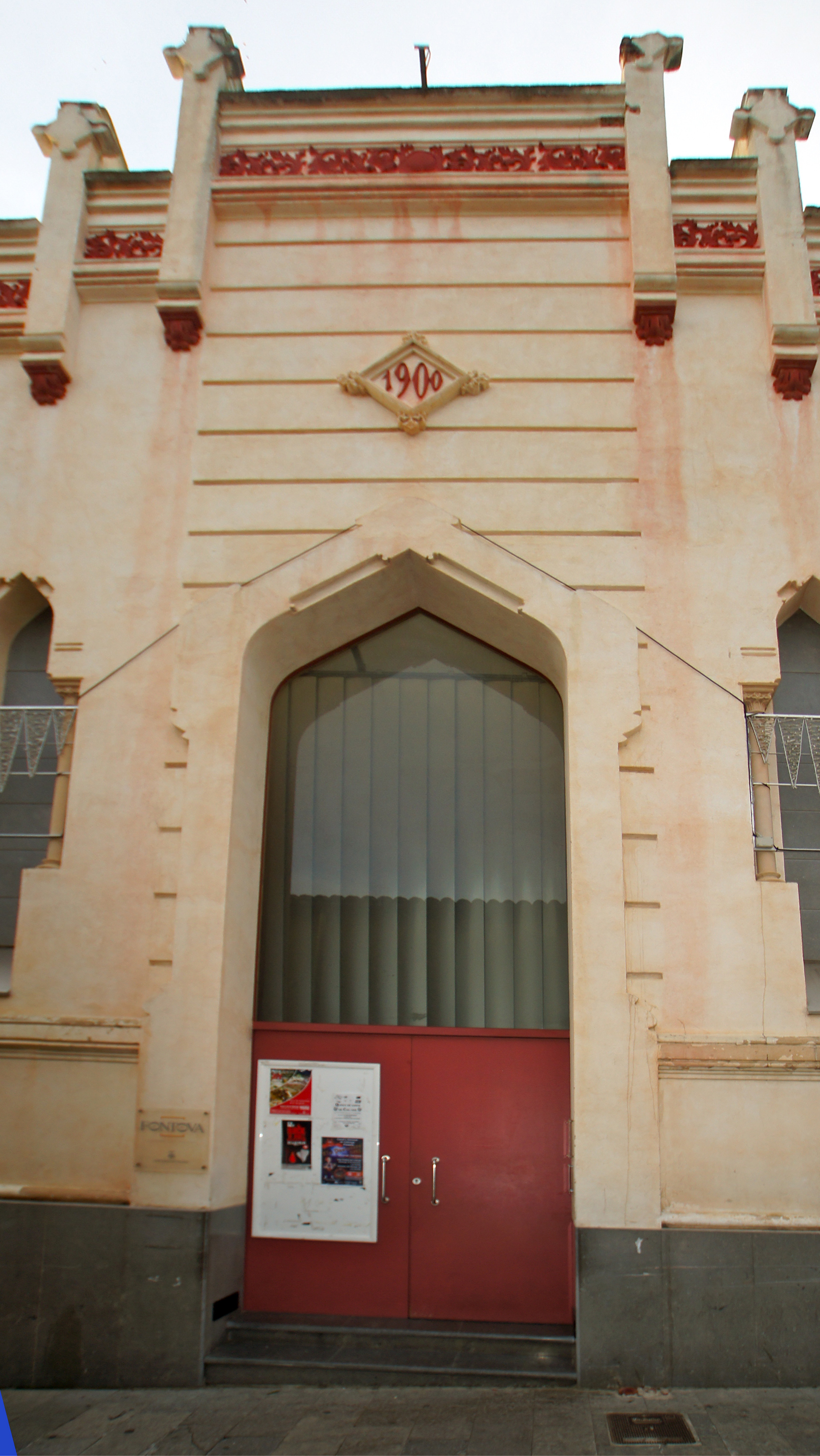
La porta principal amb la data 1900 inscrita en un rombe

Edifici entre mitgeres de planta rectangular i dos pisos. La façana és la part més remarcable per les solucions decoratives emprades característiques de l'època. Al primer nivell hi ha dues portes rectangulars senzilles. La cabina del projector és un cos cúbic que sobresurt del pla de la façana i s'hi accedeix per una escala exterior. A costat i costat tres finestres apuntades, força originals, separades per columnetes. A la part central es veu la data de 1900 inscrita en un rombe. Un fris partit a tres nivells decorat amb motius vegetals remata la construcció. L'interior es troba abandonat amb les antigues butaques i mobiliari en molt mal estat.

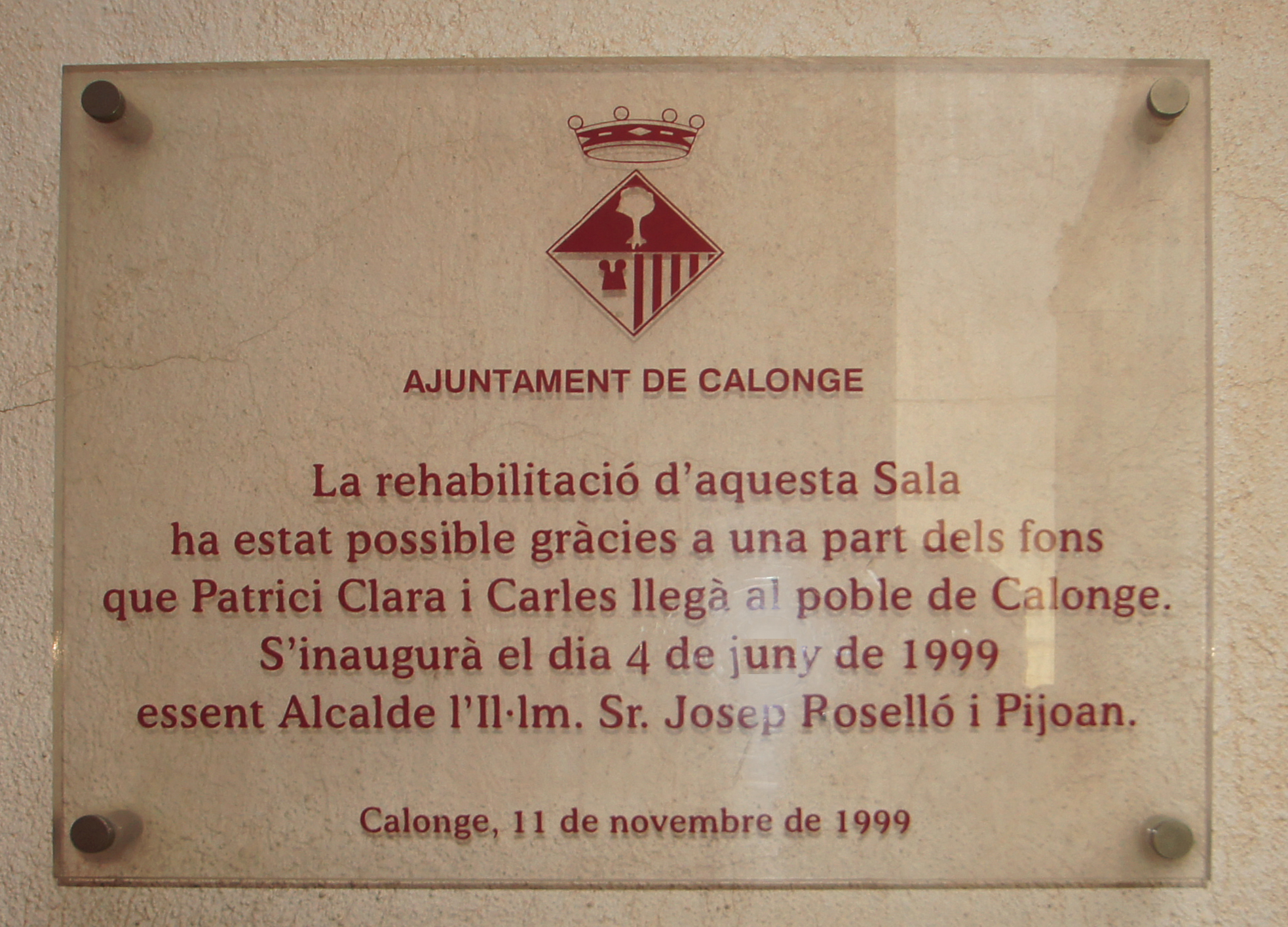
Placa de commemoració de la inauguració de la sala reformada el 4 de juny de 1999

Després d'importants obres de reformació, el 4 de juny de 1999 la sala va ser inaugurada i va tornar a l'útilitat pública després d'anys d'abandó.